# Syncopy Films
Syncopy Films (zkráceně Syncopy) je britsko-americká produkční společnost založená v roce 2001 režisérem, scenáristou a producentem Christopherem Nolanem a producentkou Emmou Thomas. Z její produkce pocházejí všechny filmy Christophera Nolana počínaje snímkem Batman začíná z roku 2005. Její filmy do prosince roku 2020 vydělaly 5 651 522 569 amerických dolarů.

## Filmografie
- Batman začíná (2005) - režie Christopher Nolan
- Dokonalý trik (2006) - režie Christopher Nolan
- Temný rytíř (2008) - režie Christopher Nolan
- Počátek (2010) - režie Christopher Nolan
- Temný rytíř povstal (2012) - režie Christopher Nolan
- Muž z oceli (2013) - režie Zack Snyder
- Transcendence (2014) - režie Wally Pfister
- Interstellar (2014) - režie Christopher Nolan
- Dunkerk (2017) - režie Christopher Nolan
- Tenet (2020) - režie Christopher Nolan
- Oppenheimer (2023) - režie Christopher Nolan